# Phelliactis
Phelliactis is een geslacht van zeeanemonen uit de klasse van de Anthozoa (bloemdieren).

## Soorten
- Phelliactis algoaensis Carlgren, 1928
- Phelliactis americana Widersten, 1976
- Phelliactis callicyclus Riemann-Zürneck, 1973
- Phelliactis capensis Carlgren, 1938
- Phelliactis capricornis Riemann-Zürneck, 1973
- Phelliactis carlgreni Doumenc, 1975
- Phelliactis coccinea (Stephenson, 1918)
- Phelliactis crassa (Wassilieff, 1908)
- Phelliactis gigantea (Carlgren, 1941)
- Phelliactis hertwigii Simon, 1892
- Phelliactis hydrothermala Sanamyan & Sanamyan, 2007
- Phelliactis incerta Carlgren, 1934
- Phelliactis japonica (Wassilieff, 1908)
- Phelliactis lophohelia Riemann-Zürneck, 1973
- Phelliactis magna (Wassilieff, 1908)
- Phelliactis pelophila Riemann-Zürneck, 1973
- Phelliactis pulchra (Stephenson, 1918)
- Phelliactis robusta Carlgren, 1928
- Phelliactis siberutiensis Carlgren, 1928
- Phelliactis somaliensis Carlgren, 1928